# Cumberland Valley Railroad
Le Cumberland Valley Railroad (sigle de l'AAR: CVRR) était un chemin de fer américain de classe I créé dès 1831. Il fut l'un des tout  premiers chemins de fer de Pennsylvanie, dont le but était de réaliser une connexion avec le Main Line of Public Works, vaste réseau de voies ferrées et de canaux. Le service marchandise et voyageur débuta en 1837 entre Harrisburg et Chambersburg dans la Vallée de Cumberland en Pennsylvanie. Le service fut prolongé vers Hagerstown, puis vers Winchester dans la Vallée de Shenandoah. Il employa plus de 1 800 travailleurs.
Durant la Guerre Civile Américaine, la ligne avait une importance stratégique en approvisionnant les troupes de l'Union dans la vallée de Shenandoah. Il fit également circuler le premier Wagon-lits des États-Unis entre Chambersburg et Harrisburg en 1839,.
Le Pennsylvania Railroad (PRR) prit le contrôle du CVRR dès 1859, et l'acheta officiellement le 2 juin 1919. Le Penn Central, successeur du PRR, ferma toutes les installations ferroviaires de Chambersburg en 1972, et Conrail, son successeur, abandonna d'importantes portions de la ligne en 1976.

## Les années 1830
Le Cumberland Valley Railroad fut enregistré en Pennsylvanie le 2 avril 1831, pour construire une ligne entre Carlisle et un endroit situé sur le fleuve Susquehanna, comme Harrisburg ou sa région. La charte expira, mais fut renouvelée le 15 avril 1835, autorisant la construction d'une ligne entre le fleuve Susquehanna et Chambersburg. Le 27 juin 1835, Thomas Grubb McCullough fut élu premier président de la compagnie, et en août, William Milner Roberts fut sélectionné comme ingénieur en chef. 
Une souscription locale permit de lever 642 000 $, et la construction débuta au printemps 1836. La voie ne comportait pas de ballast, et les rails étaient constitués de poutres de chêne (13 × 23 cm) sur lesquelles des barres de fer (1,6 × 5,7 cm) étaient cloutées. La ligne entra en service entre White Hill (près de Harrisburg) et Carlisle en août 1837, puis jusqu'à Chambersburg en novembre 1837, alors que les derniers 4,8 km de voies n'avaient pas encore été  recouvertes de fer, laissant le train rouler sur le bois. 
La première locomotive construite par William Norris à Philadelphie, avait 2 roues motrices, des rayons en bois, et fut baptisée "Cumberland Valley". Les voitures de voyageurs, d'une capacité unitaire de 14 passagers, furent achetées d'occasion auprès du Philadelphia and Columbia Railroad. 
La ligne du Cumberland Valley Railroad Bridge, construite sur le fleuve Susquehanna, fut ouverte au service le 16 janvier 1839. Le premier service voyageur régulier vers Philadelphie, via le Harrisburg, Portsmouth, Mount Joy and Lancaster Railroad, débuta le 1er février 1839. 

## L'innovation
Au printemps 1839, le CVRR fut le premier chemin de fer des États-Unis à mettre en service un wagon-couchette baptisé "Chambersburg". Les couchettes étaient superposées sur 3 niveaux, et maintenues par des sangles en cuir; durant la journée, elles étaient rabattues contre les parois. Deux ans plus tard, une seconde voiture baptisée "Carlisle" fut mise en service. Ainsi des voyageurs au départ de Pittsburgh souhaitant se rendre à Philadelphie, devaient d'abord prendre une diligence durant 36 heures avant d'arriver à Chambersburg vers minuit; puis ils prenaient place à bord du CVRR vers 1 heure du matin pour arriver à Harrisburg vers 5 heures du matin, avant d'embarquer sur le Harrisburg, Portsmouth, Mount Joy and Lancaster Railroad à destination de Philadelphie, où ils arrivaient vers 18h. 
La première locomotive à cabine, baptisée "Washington", fut construite dans les ateliers du CVRR à Chambersburg en 1841 pour le Franklin Railroad.  

## La croissance
En 1839, le CVRR acheta 3 locomotives pour 21 250 $, et 2 voitures de voyageurs pour 4 175 $; il mettait en service 2 trains de voyageurs et 1 train de marchandise entre Chambersburg et Harrisburg. La compagnie se vantait qu'aucun voyageur ne fut blessé en deux ans et demi de service. 
En 1841, Frederick Watts, qui travailla dans le courrier durant 32 ans, fut élu troisième président du CVRR. Il rapporta que le revenu annuel s'élevait à 70 117 $ en 1842. En 1849, le revenu annuel atteignait 101 085 $, et le tonnage transporté représentait 37 439 tonnes, incluant 7 818 tonnes de farine, 5 126 tonnes de minerai de fer, 4 247 tonnes de charbon, 2 123 tonnes de grains, et 2 237 tonnes de bois. Cette même année, il fut programmé de reconstruire la voie avec des rails en fer. En 1850, Daniel Tyler fut désigné pour diriger la reconstruction de la ligne, et Alba Smith fut nommé directeur des ateliers. Puis de 1851 à 1856, Smith devint le directeur de la compagnie, participant à l'introduction de locomotives à 2 roues motrices plus légères. Ces machines incluaient la Pioneer et la Jenny Lind achetées en 1851, ainsi que la Boston et l'Enterprise achetées en 1853-54. Le Pennsylvania Railroad (PRR) commença à prendre des parts dans le CVRR en 1859.
Le Franklin Railroad fut enregistré en Pennsylvanie en mars 1832, et au Maryland le 16 janvier 1837. La ligne fut construite entre Chambersburg et Greencastle en 1837, et atteignit Hagerstown, Maryland en février 1841. Il possédait ses propres locomotives, mais elles furent vendues vers 1841, lorsque le CVRR commença à exploiter la ligne. La traction hippomobile fut utilisée à la place de la vapeur durant les années 1840 et 1850. La propriété et les droits d'exploitation changèrent de mains plusieurs fois. Ainsi en 1850, il prit le nom de Chambersburg and Hagerstown Railroad Company. Trois ans plus tard, la portion dans le Maryland devint le Chambersburg, Greencastle, Hagerstown Railroad. En 1860, les voies furent reconstruites avec des rails lourds, et l'exploitation fut assurée par le CVRR qui le fusionna en 1865.
Au cours de la guerre civile, le CVRR eut une importance stratégique en approvisionnant les troupes de l'Union dans la vallée de Shenandoah. Il fut souvent pris pour cible par le camp adverse. En octobre 1862, les forces des Confédérés détruisirent les installations de Chambersburg, et le 15 juin 1863, au cours de la campagne de Gettysburg, ils saccagèrent tous les biens de la compagnie à Chambersburg et arrachèrent 8 km de voie du Franklin Railroad. En juillet 1864, des commandos Confédérés revinrent à Chambersburg, et brûlèrent une bonne partie de la ville ainsi que son chemin de fer.
Au cours des années 1870, des embranchements supplémentaires furent ajoutés, comme le Mont Alto Railroad qui partait de la ligne principale, au sud de Shippenburg, pour relier les hauts fourneaux de la Mont Alto Iron Company; plus tard en 1879, cet embranchement fut prolongé jusqu'à Waynesboro au sud. En 1873, la ligne principale fut prolongée vers le fleuve Potomac au sud. Puis en 1889, elle atteignit Martinsburg, en Virginie-Occidentale et Winchester, en Virginie à l'entrée de la vallée de Shenandoah.   
En juin 1882, le Shenandoah Valley Railroad ouvrit sa ligne permettant de relier Hagerstown à Roanoke. Le CVRR, en partenariat avec le Norfolk and Western Railway, exploitait des trains de voyageurs sur la ligne New York-Harrisburg-Hagerstown-Roanoke. Sur certaines portions de ce parcours, les trains dépassaient les 145 km/h.

## La ligne de South Penn Branch
Cet embranchement long de 42 km quittait la ligne principale au niveau de Marion, Pennsylvanie (au sud de Chambersburg) pour rejoindre le haut fourneau de Richmond Furnace qui produisait du fer. 

## La disparition
À son apogée, le CVRR employa jusqu'à 1 800 personnes. Le PRR racheta officiellement le CVRR le 2 juin 1919. Concernant le service voyageur, le CVRR arrêta ses trains réguliers en 1952, et le dernier train New York-Roanoke circula en 1961. Le Penn Central, successeur du PRR, ferma toutes les installations ferroviaires situées à Chambersburg en 1972. Lorsque Conrail prit la relève du PRR en 1976, il abandonna d'importantes sections de ligne, et combina ce qui restait avec le réseau concurrent  du Reading Company. Avec le rachat d'une partie de Conrail par le Norfolk Southern Railway en 1999, ce nouveau tracé prit le nom de Lurgan Branch. 
Le projet de train de banlieue entre Harrisburg et Carlisle, baptisé CorridorOne, envisage d'utiliser l'ancien Cumberland Valley Railroad Bridge.

## Le matériel préservé
En 1999, la Pioneer fut transférée de la Smithsonian Institution vers le National Museum of Industrial History,.

## Sources
- History of Franklin County Pennsylvania, Illustrated. Chicago: Warner Beers & Co.. 1887. http://d_cathell.tripod.com/cham.html. Retrieved 2007-05-27.
- Westhaeffer, Paul J (1979). History of the Cumberland Valley Railroad 1835-1919. Washington, D.C.: Washington Chapter, National Railway Historical Society.
- « Cumberland Valley Railroad Historical Marker - Behind the Marker »
- « Philip Berlin Historical Marker - Behind the Marker »
- White, Jacob C (1978). The American Railroad Passenger Car. Baltimore, MD: The Johns Hopkins University Press.
- « Genealogy Cumberland Valley Railroad » accessed June 2, 2007
- Christopher Baer, « General Chronology of the Pennsylvania Railroad Company Predecessors and Successors and its Historical Context » accessed June 2, 2007.

- (en) Cet article est partiellement ou en totalité issu de l’article de Wikipédia en anglais intitulé « Cumberland Valley Railroad » (voir la liste des auteurs).